# Arrow (serial telewizyjny)

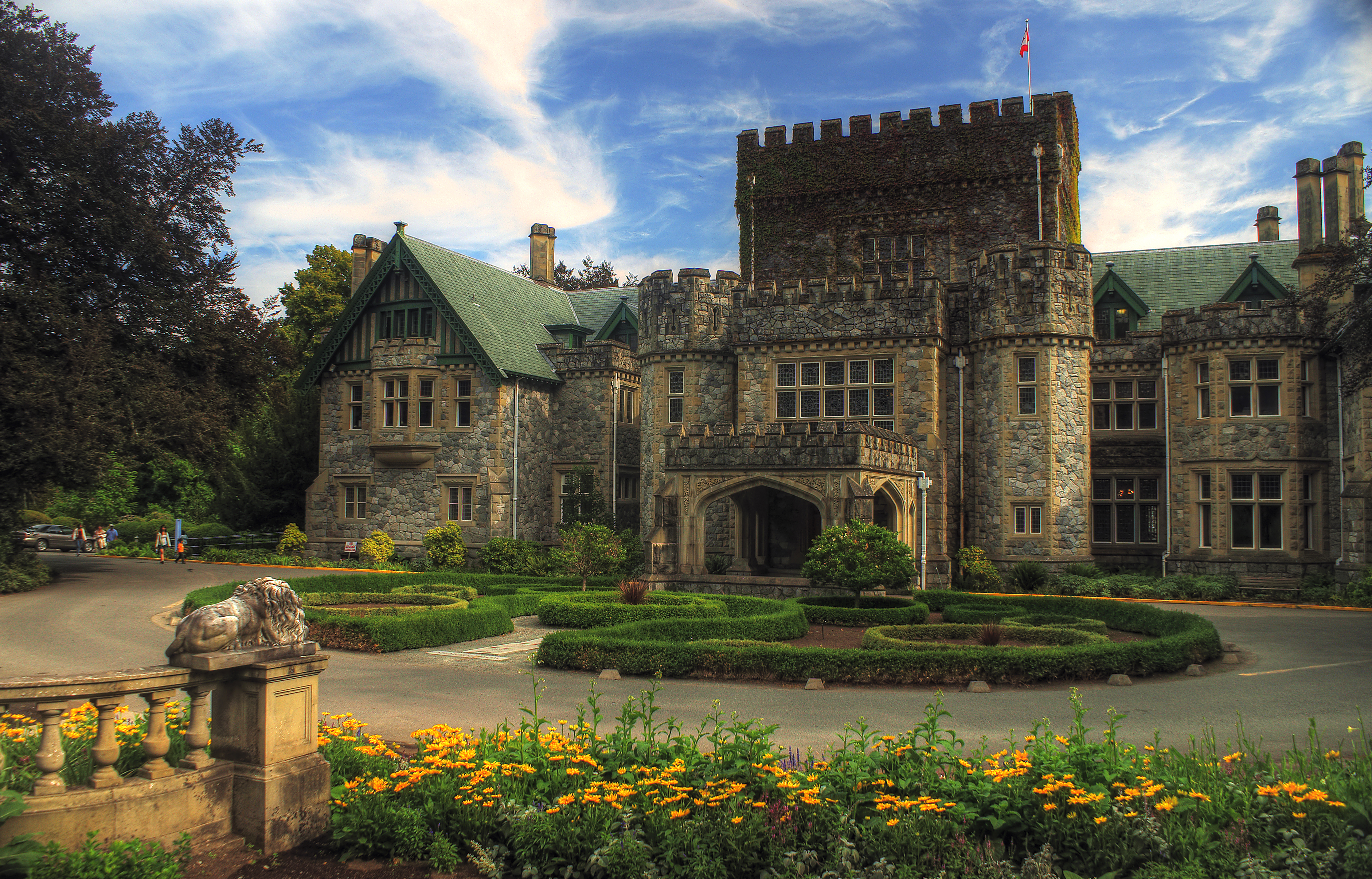
Posiadłość rodziny Queen. Zdjęcia nagrywane w Hatley Park National Historic Site

Arrow – amerykański serial telewizyjny stworzony przez Grega Berlanti, Marca Guggenheima i Andrew Kreisberga bazujący na serii komiksów Green Arrow wydawnictwa DC Comics. Jego amerykańska premiera miała miejsce 10 października 2012 roku na kanale The CW.
11 marca 2016 roku stacja The CW ogłosiła przedłużenie serialu o kolejny, 5. sezon, a 8 stycznia 2017 roku serial został prolongowany o szósty sezon. Sezon siódmy potwierdzony został w dniu 4 kwietnia 2018. 31 stycznia 2019 roku potwierdzono produkcję ósmego sezonu.
W Polsce serial premierowo został wyemitowany przez Universal Channel, począwszy od 15 października 2013. Emisję zakończono 14 czerwca 2015 roku, emitując wszystkie odcinki sezonów 1-3. Od 25 lutego do 13 maja 2014 roku pierwszy sezon Arrow był emitowany przez stację TV Puls.

## Fabuła
Po 5 latach od katastrofy morskiej miliarder Oliver Queen (Stephen Amell), jak dotąd uznawany za zmarłego, zostaje odnaleziony na bezludnej wyspie na Pacyfiku. Kiedy powraca do domu, rodzina zauważa, że pobyt na wyspie bardzo go odmienił. Oliver próbuje pojednać się z najbliższymi i swoją byłą dziewczyną Laurel Lance (Katie Cassidy), jednocześnie kryjąc swoją sekretną tożsamość. Odtąd za dnia Oliver jest bogatym, beztroskim i nieostrożnym kobieciarzem, jakim zwykł być, natomiast pod osłoną nocy jako Zielona Strzała walczy ze złem.

## Obsada

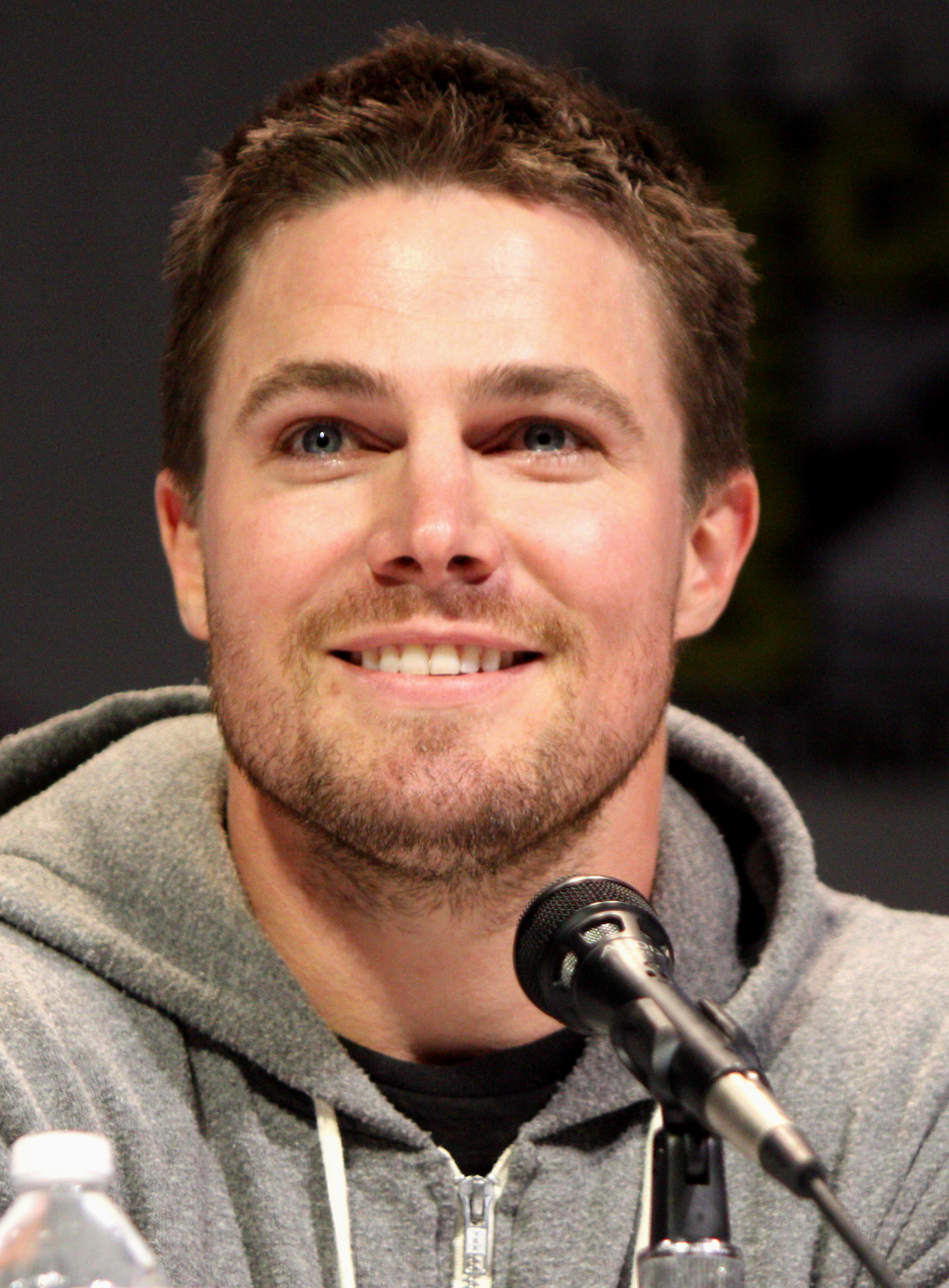
Stephen Amell
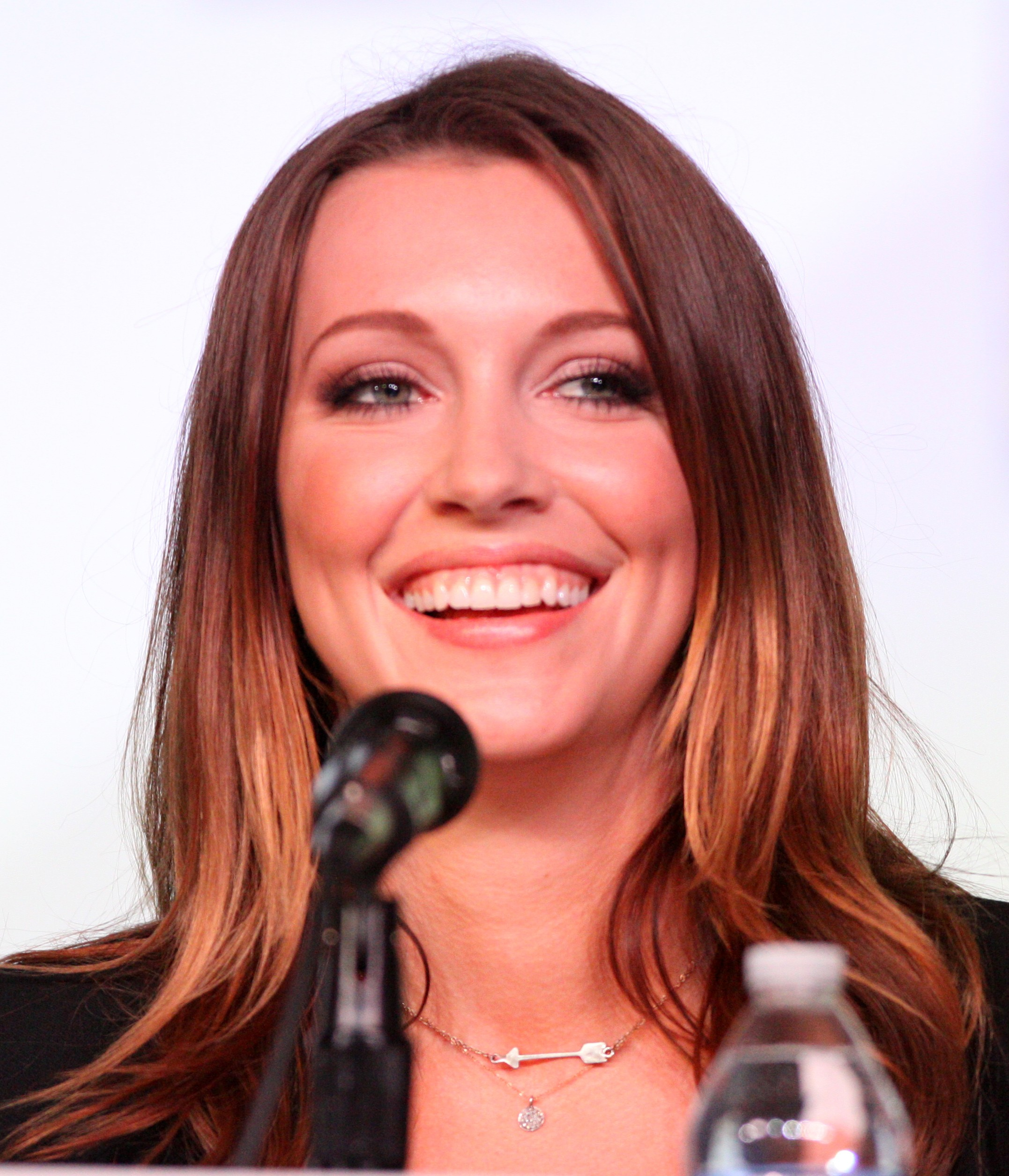
Katie Cassidy
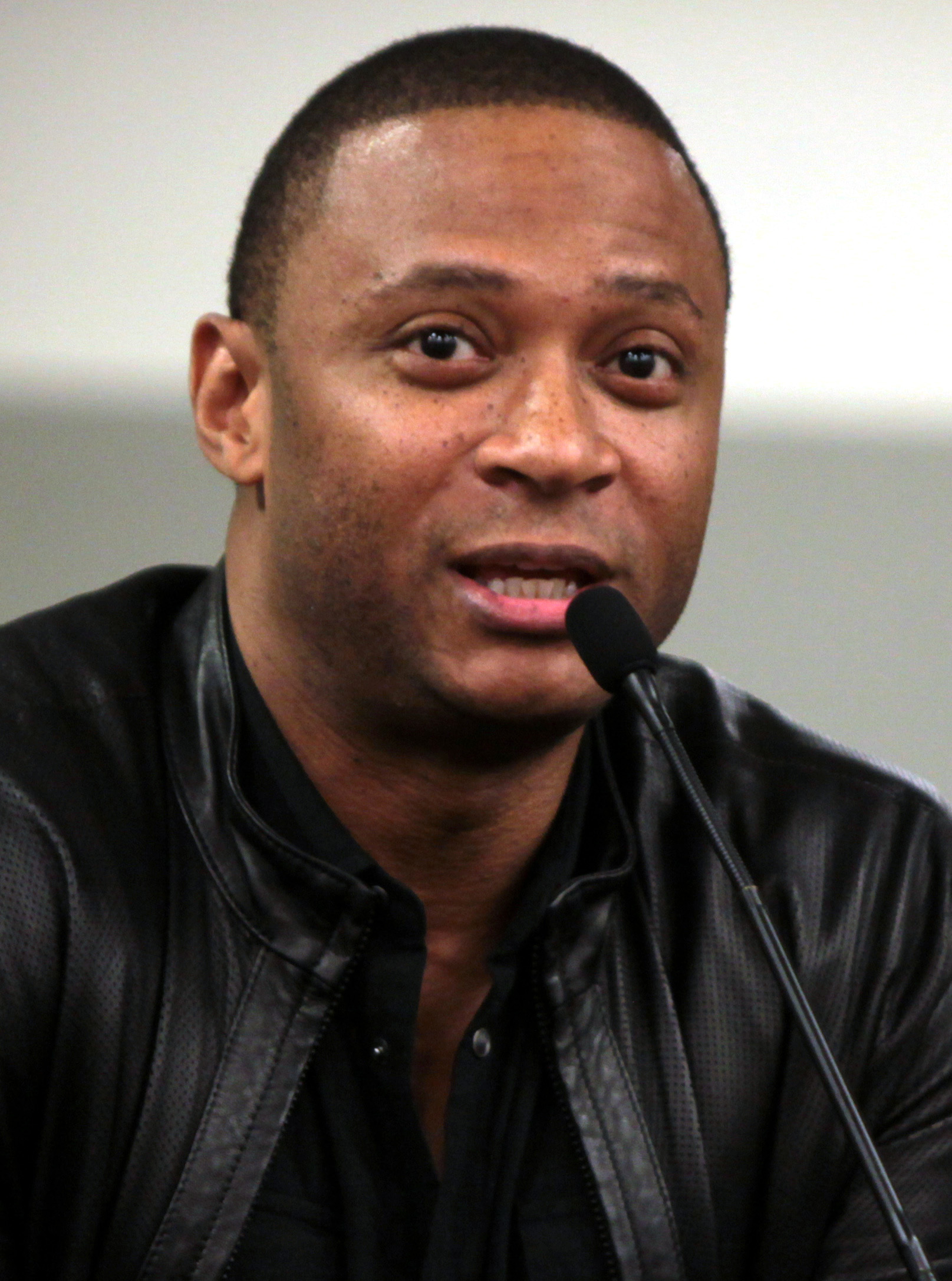
David Ramsey
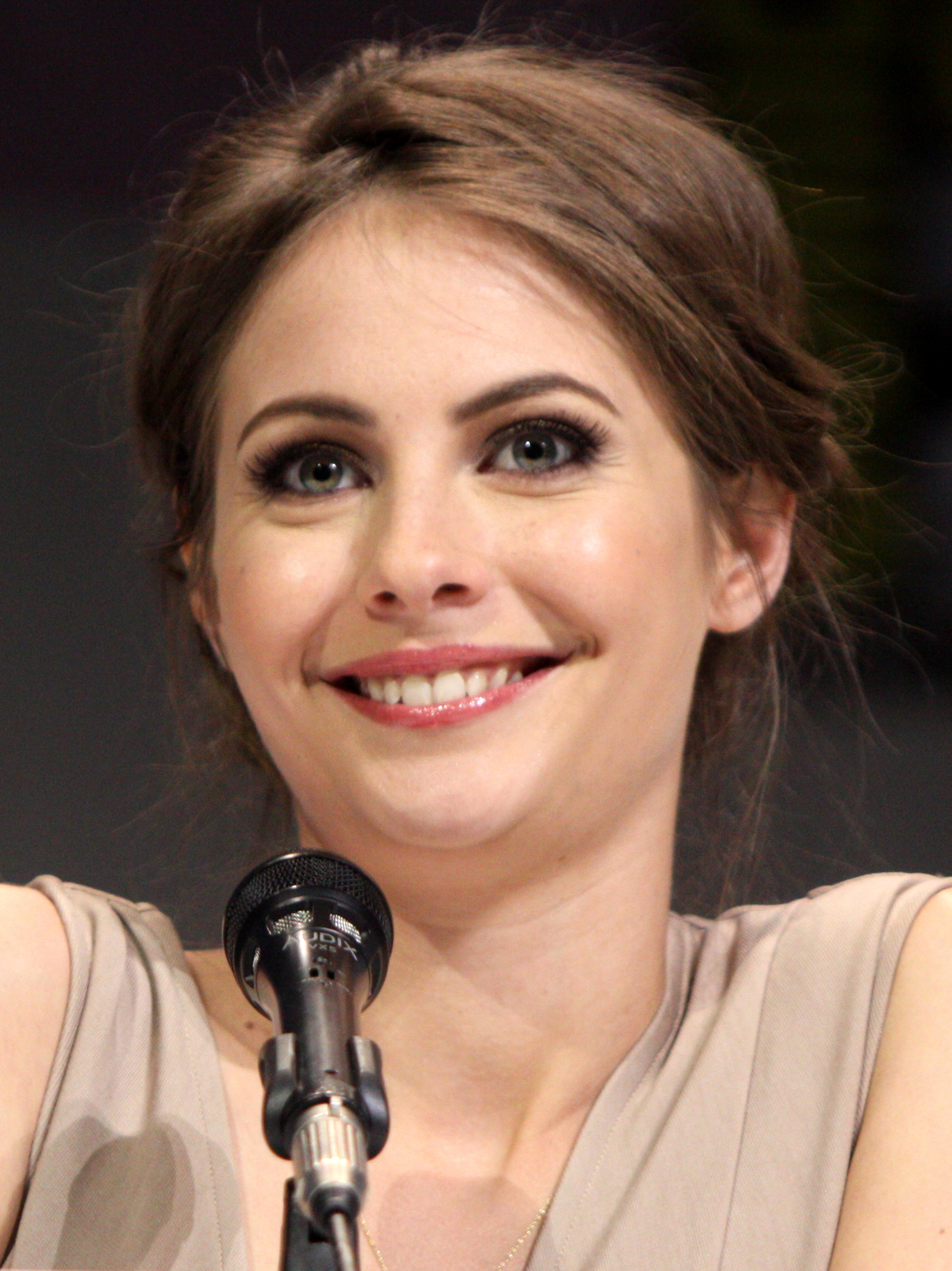
Willa Holland
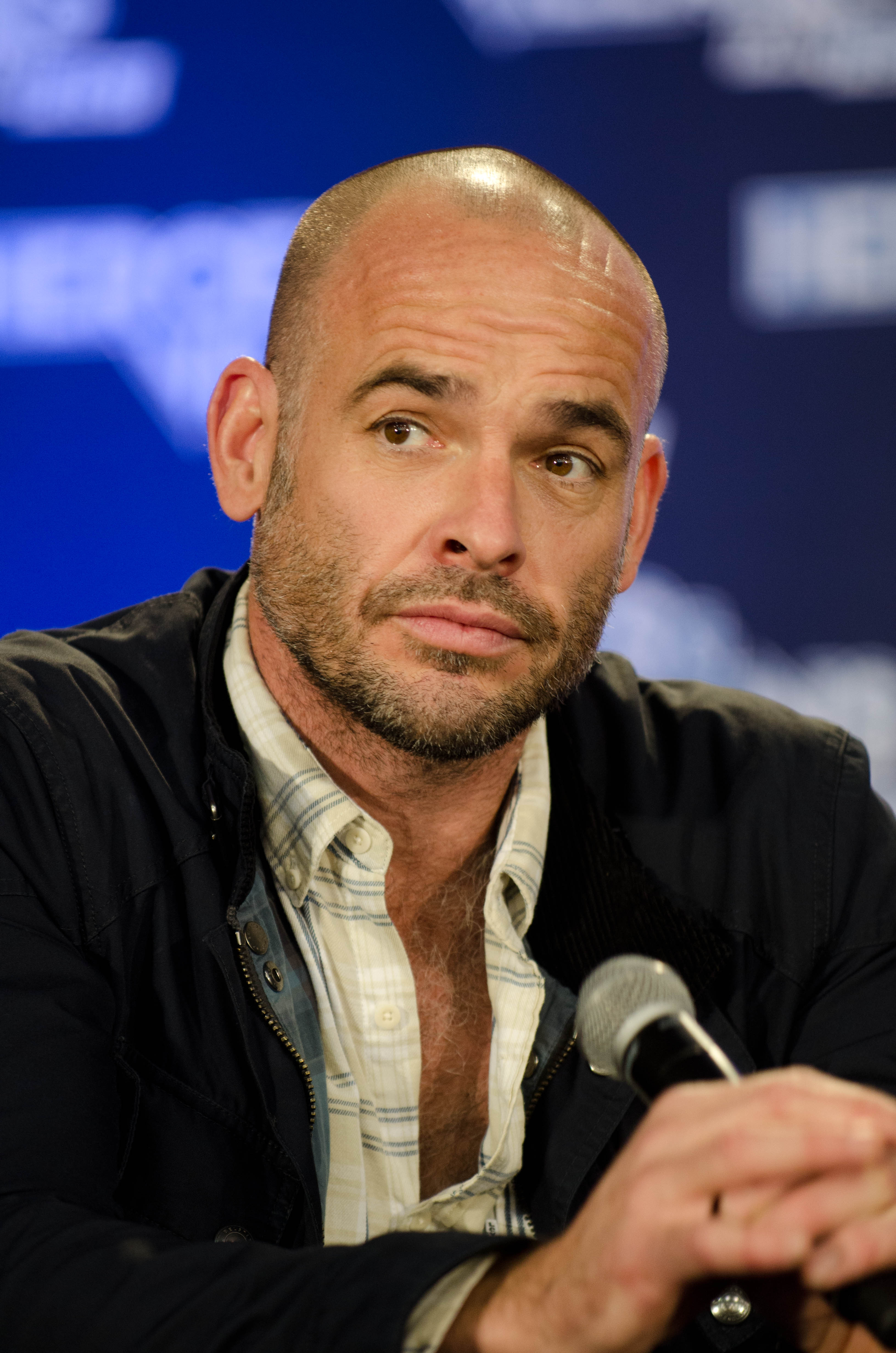
Paul Blackthorne
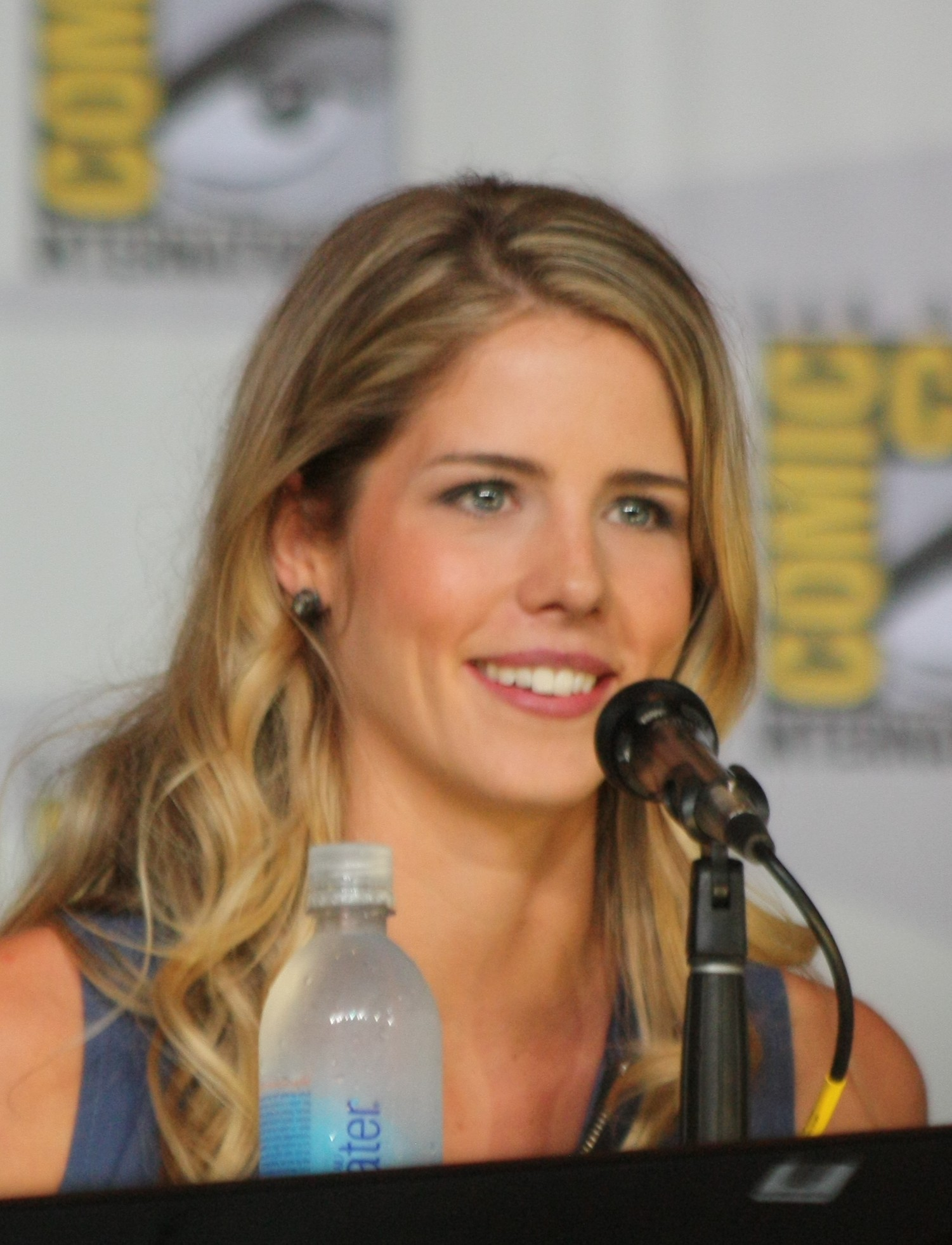
Emily Bett Rickards
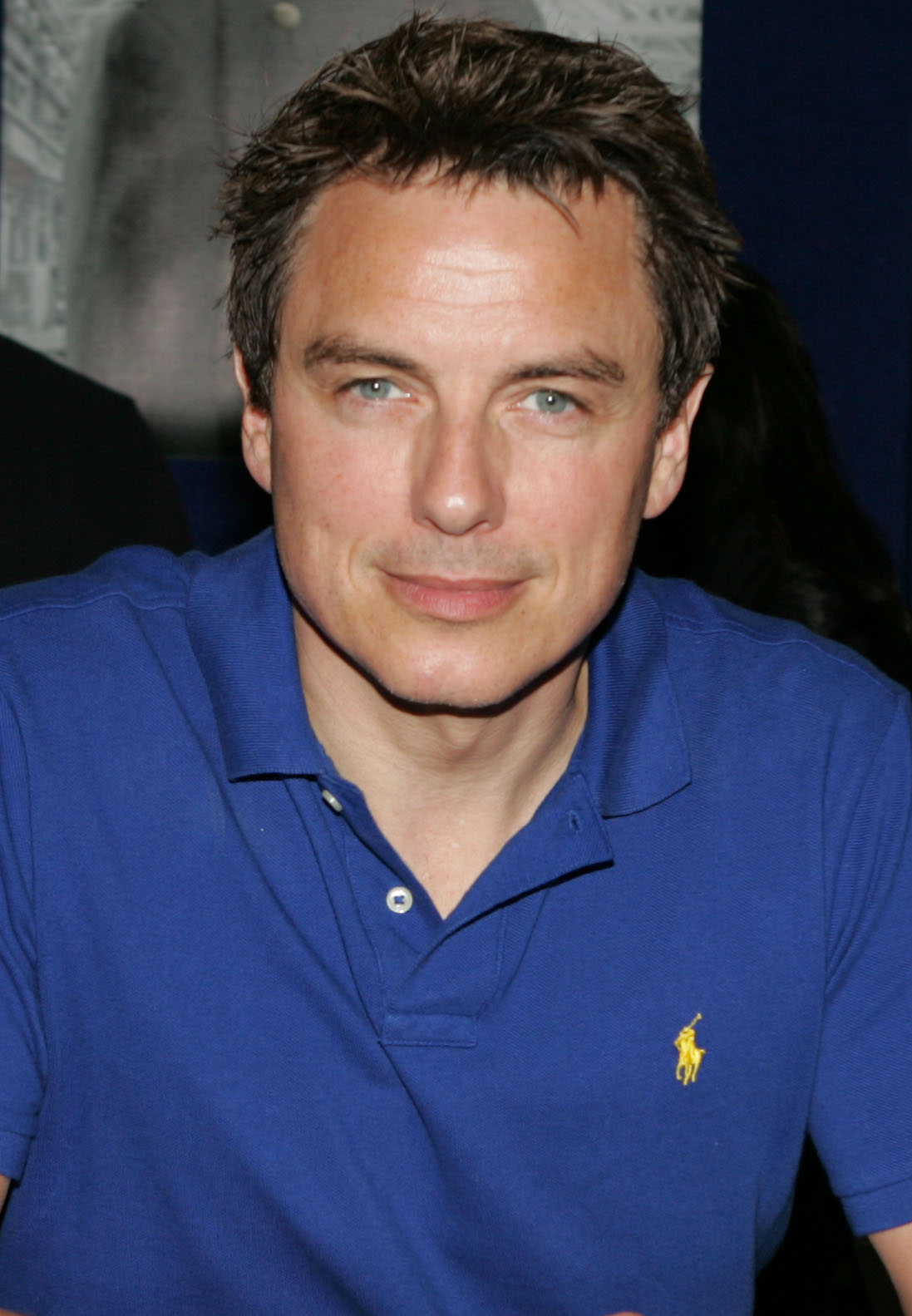
John Barrowman
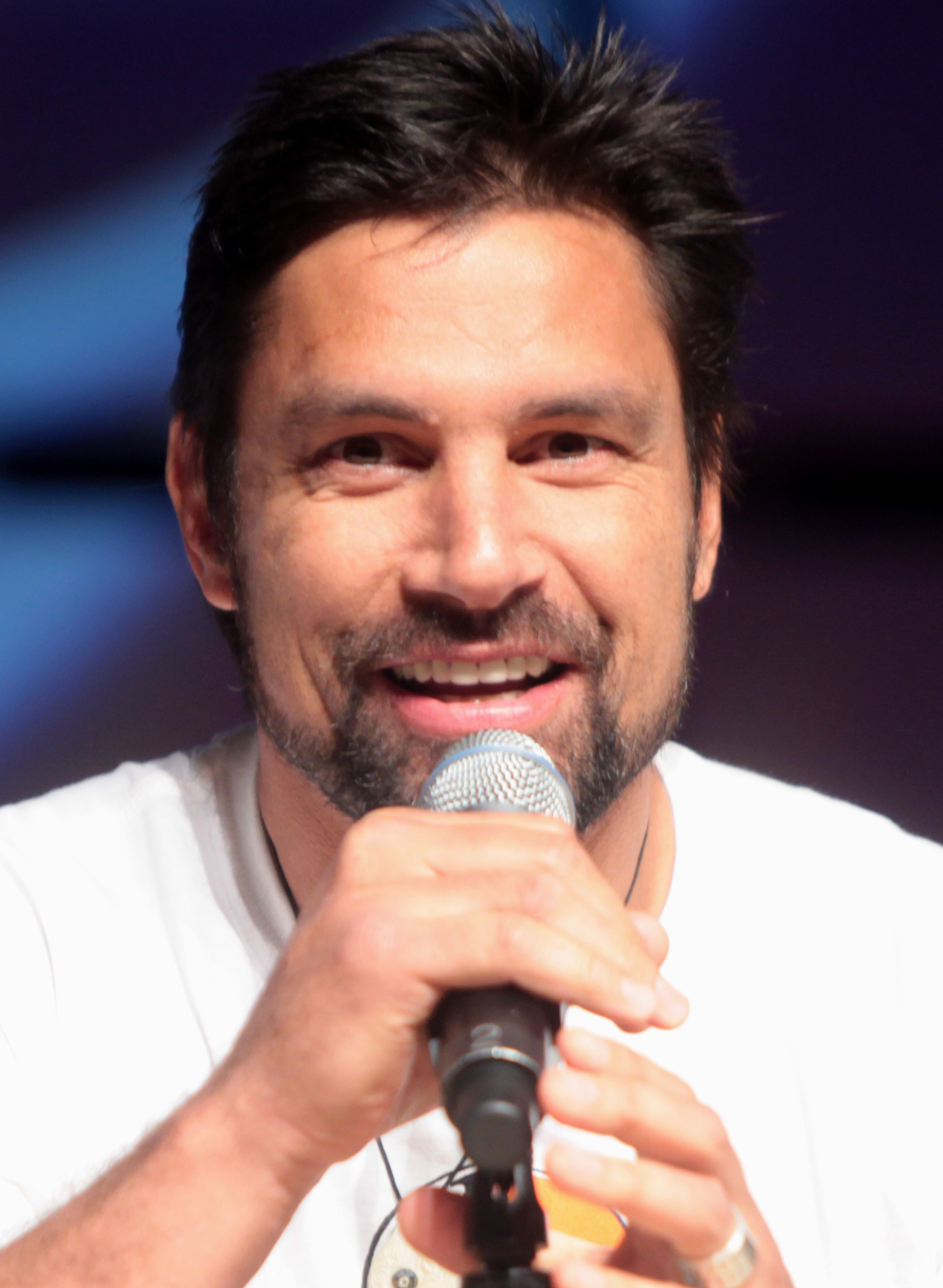
Manu Bennett

### Role główne
- Stephen Amell jako Oliver Queen/Hood/Arrow/Green Arrow, playboy-miliarder, który prowadzi drugie życie jako zakapturzony mściciel. Po pięciu latach spędzonych na odciętej od świata wyspie Oliver powraca do domu z misją naprawienia błędów popełnionych przez swojego ojca i ocalenia miasta przed zbrodnią i korupcją. Jego postać opiera się na postaci Green Arrow z DC Comics.
- Katie Cassidy (sezony 1-4 i 6-8; gość specjalny sezon 5) jako:
  - Laurel Lance/Black Canary, prawniczka i była dziewczyna Olivera. Podobnie jak on walczyła dla ludzi w Starling City. W pierwszym sezonie pracuje dla organizacji pozarządowej, oferując swe usługi ludziom, którzy nie mogą pozwolić sobie na normalnie opłacanego prawnika. W trzecim sezonie została drugą bohaterką serialu (po swojej siostrze), która posługującą się tożsamością Black Canary z uniwersum DC Comics. W czwartym sezonie zginęła z rąk Damiena Darkha.
  - Laurel Lance/Black Siren/Black Canary, odpowiedniczka Laurel z Ziemi-2. Jest meta-człowiekiem z sonicznym krzykiem. Przez jakiś czas była złoczyńcą pracującą dla wielu innych złoczyńców, ale z biegiem czasu przeszła na dobrą stronę i przejęła przydomek „Black Canary”.
- Colin Donnell (sezon 1; gość specjalny sezony 2-4 oraz 6-8) jako Tommy Merlyn, najlepszy przyjaciel Olivera[5], który po jakimś czasie dowiaduje się o jego sekrecie. Podobnie jak Oliver, czuje coś do Laurel. Jego ojcem jest Malcolm Merlyn, główny antagonista pierwszego sezonu serialu.
- David Ramsey jako John Diggle/Spartan, partner, ochroniarz i powiernik Olivera. Jest również byłym wojskowym i wykorzystuje swoje umiejętności pomagając nie tylko Oliverowi, ale i innym ludziom.
- Willa Holland (sezony 1-6; gość specjalny sezony 7-8) jako Thea Queen/Speedy, młodsza siostra Olivera. Thea początkowo uzależnia się od narkotyków, ale udaje jej się wyjść z nałogu. W drugim sezonie okazuje się, że biologicznym ojcem Thei jest Malcolm Merlyn. Jej pełne nazwisko brzmi Thea Dearden Queen, co jest nawiązaniem do postaci komiksowej o nazwisku Mia Dearden.
- Susanna Thompson (sezony 1-2; gość specjalny sezony 3, 5 i 8) jako Moira Queen, matka Olivera oraz Thei. Moira jest członkiem sekretnej organizacji, której członkiem był również jej zmarły mąż, która ma plany zniszczenia miasta i późniejszej jego odbudowy według wizji lidera organizacji. W drugim sezonie kandyduje na stanowisko prezydenta Starling City.
- Paul Blackthorne (sezonu 1-6; gość specjalny sezony 7-8) jako kapitan Quentin Lance, ojciec Laurel i detektyw pracujący w policji w Starling City. Obwinia Olivera za śmierć córki Sary, jako że była ona razem z nim na jachcie, który zatonął. W pierwszym sezonie stara się zrobić wszystko, żeby tylko schwytać mściciela, natomiast w drugim zmienia perspektywę w stosunku do niego. Postać wzorowana jest na postaci z DC Comics o imieniu Larry Lance, która również była detektywem i mężem Dinah Drake Lance oraz ojcem Dinah Laurel Lance.
- Emily Bett Rickards (sezony 2-7; powracająca sezon 1; gość specjalny sezon 8) jako Felicity Smoak, technik informatyczny w Queen Consolidated, która stała się częścią drużyny Olivera. Podobnie jak Diggle, Felicity jest przyjaciółką i powierniczką sekretu Olivera. W DC Comics postać o tym imieniu była macochą Ronnie’ego Raymonda (superbohatera znanego jako Firestorm) i managerem firmy produkującej oprogramowanie komputerowe. Rickards awansowała do głównej obsady od sezonu drugiego, wcześniej występując gościnnie w 1 sezonie.
- Manu Bennett (sezon 2; powracający sezon 1; gość specjalny sezony 3, 5-6) jako Slade Wilson/Deathstroke, agent ASIS, który połączył siły z Oliverem podczas jego pobytu na wyspie, jednak w wyniku nieporozumień staje się jego zaciekłym wrogiem. Bennett początkowo był obsadzony jako postać gościnnie występująca w sezonie 1, po czym stał się częścią głównej obsady w sezonie 2. Jej pierwowzorem jest postać z DC Comics zwana Deathstroke.
- Colton Haynes (sezony 2-3 i 7; powracający sezon 1; gość specjalny sezony 4, 6, 8) jako Roy Harper/Arsenal, z początku drobny złodziej, który zaprzyjaźnia się z Theą, a niedługo po tym zostaje jej chłopakiem. Jest zafascynowany postacią mściciela i do odcinka Tremors nie zna jego tożsamości. Po zarażeniu mirakuru zyskał nadludzką siłę. Zaczął pomagać Oliverowi, który z czasem zaczął go szkolić. Haynes awansował do głównej obsady na początku drugiego sezonu. Od trzeciego sezonu Roy zostaje pomocnikiem Arrowa o pseudonimie Arsenal i otrzymuje własny czerwony kostium. Pierwowzorem tej postaci jest postać z DC Comics o tym samym nazwisku.
- John Barrowman (sezony 3-4; powracająca sezony 1-2; gość specjalny sezony 5, 7-8) jako Malcolm Merlyn/Dark Archer, ojciec Tommy’ego. Jest odpowiedzialny za sabotaż jachtu rodziny Queen, co w rezultacie przyczynia się do śmierci Roberta Queena. Jest jednocześnie szefem firmy Merlyn Global Group, liderem sekretnej organizacji mającej na celu zniszczenie miasta, a także wyszkolonym przez Ligę zabójców asasynem posługującym się łukiem. Zabija bez wahania tych, którzy zagrażają ujawnieniu jego sekretów. Mimo pokonania Malcolma przez Olivera w pierwszym sezonie jego plan zniszczenia miasta nadal dochodzi do skutku, przyczyniając się do śmierci Tommy’ego. W sezonie drugim okazuje się, że Merlyn nadal żyje, ponadto jest ojcem Thei. Postać pozuje na postaci Merlyna, największego wroga Green Arrow. Po gościnnych występach w ciągu pierwszego i drugiego sezonu Barrowman awansował do głównej obsady od sezonu trzeciego.
- Neal McDonough (sezon 4; gość specjalny sezon 5) jako Damien Darhk, kiedyś nie został wybrany na przywódcę Ligi Zabójców. W zemście stworzył organizację H.I.V.E., która stworzyła wiele problemów Starling City
- Echo Kellum (sezony 5-7; powracająca sezon 3; gość specjalny sezon 8) jako Curtis Holt/Mr. Terrific
- Josh Segarra (sezon 5; gość specjalny sezony 6 i 8) jako Adrian Chase/Prometheus
- Rick Gonzalez (sezony 6-8; powracający sezon 5) jako Rene Ramirez/Wild Dog
- Juliana Harkavy (sezony 6-8; powracająca sezon 5) jako Dinah Drake/Black Canary
- Kirk Acevedo (sezon 7; powracający sezon 6) jako Ricardo Diaz/Dragon
- Sea Shimooka (sezon 7) jako Emiko Adachi/Green Arrow

## Lista odcinków
| Sezon | Sezon | Odcinki | Oryginalna emisja The CW | Oryginalna emisja The CW | Oryginalna emisja Universal Channel (serie 1-3)/ Netflix Polska (serie 4-8) | Oryginalna emisja Universal Channel (serie 1-3)/ Netflix Polska (serie 4-8) | Oryginalna emisja Universal Channel (serie 1-3)/ Netflix Polska (serie 4-8) |
| Sezon | Sezon | Odcinki | Premiera sezonu          | Finał sezonu             | Premiera sezonu                                                             | Finał sezonu                                                                |                                                                             |
| ----- | ----- | ------- | ------------------------ | ------------------------ | --------------------------------------------------------------------------- | --------------------------------------------------------------------------- | --------------------------------------------------------------------------- |
|       | 1     | 23      | 10 października 2012     | 15 maja 2013             | 15 października 2013                                                        | 14 stycznia 2014                                                            |                                                                             |
|       | 2     | 23      | 9 października 2013      | 14 maja 2014             | 18 lutego 2014                                                              | 15 lipca 2014                                                               |                                                                             |
|       | 3     | 23      | 8 października 2014      | 13 maja 2015             | 19 października 2014                                                        | 14 czerwca 2015                                                             |                                                                             |
|       | 4     | 23      | 7 października 2015      | 25 maja 2016             | 1 października 2016                                                         | 1 października 2016                                                         |                                                                             |
|       | 5     | 23      | 5 października 2016      | 24 maja 2017             | 5 października 2018                                                         | 5 października 2018                                                         |                                                                             |
|       | 6     | 23      | 12 października 2017     | 17 maja 2018             | 12 października 2019                                                        | 12 października 2019                                                        |                                                                             |
|       | 7     | 22      | 15 października 2018     | 13 maja 2019             | 15 października 2020                                                        | 15 października 2020                                                        |                                                                             |
|       | 8     | 10      | 15 października 2019     | 28 stycznia 2020         | 15 października 2021                                                        | 15 października 2021                                                        |                                                                             |